# Jan Fajęcki

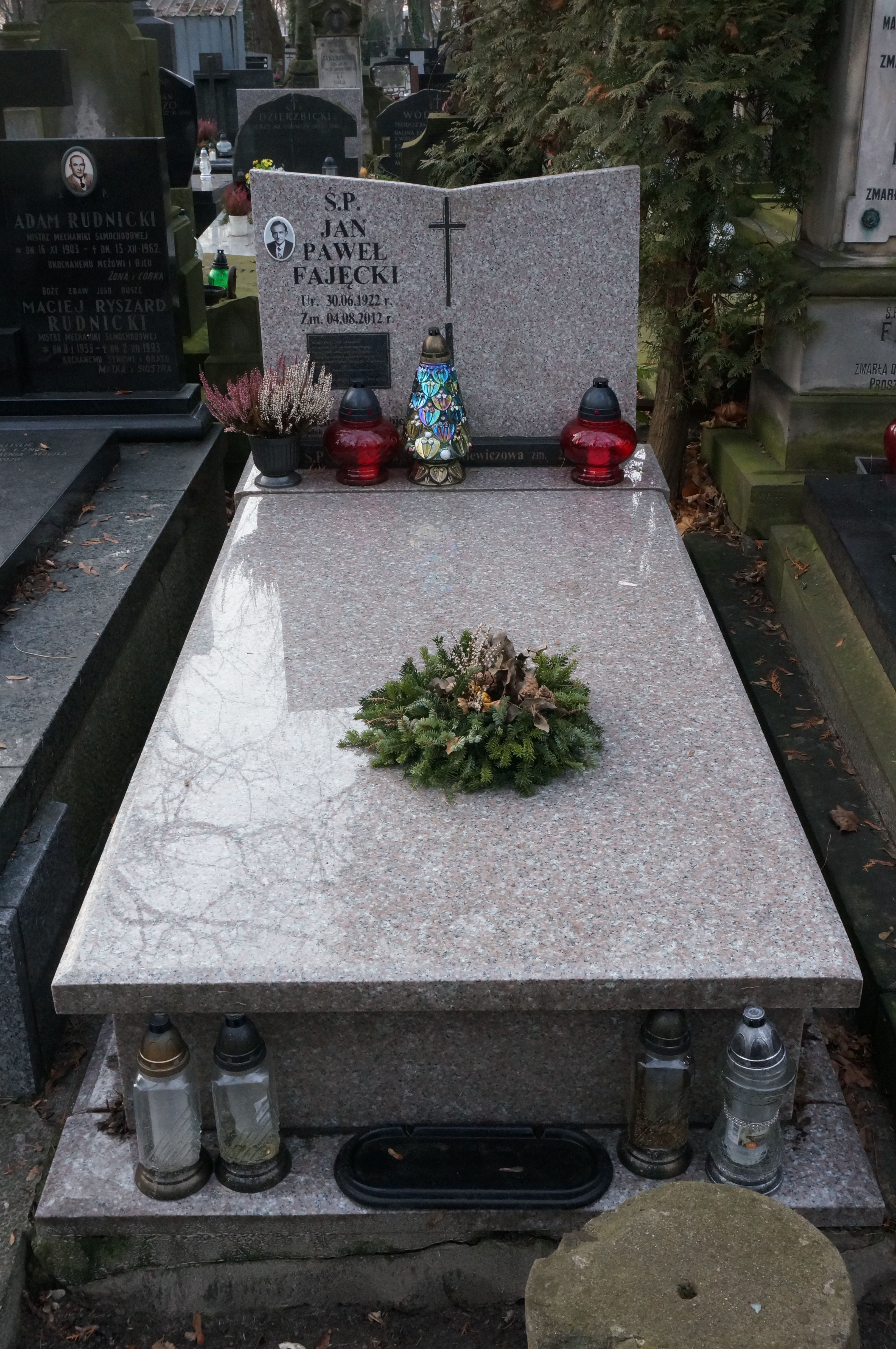
Grób Jana Fajęckiego na cmentarzu Powązkowskim

Jan Paweł Fajęcki (ur. 30 czerwca 1922 w Warszawie, zm. 4 sierpnia 2012 tamże) – polski ekonomista, wydawca i wykładowca, dyrektor Wydawnictwa SD "Epoka" (od 1960), poseł na Sejm PRL VIII kadencji (1980–1985).

## Życiorys
Syn Apolinarego i Marty. Ukończył studia ekonomiczne na SGH i SGPiS. W 1945 podjął pracę w Państwowej Wytwórni Papierów Wartościowych. Od 1953 zatrudniony w Wydawnictwie Przemysłu Poligraficznego oraz Ministerstwie Kultury i Sztuki. W 1960 objął obowiązki dyrektora, a później przewodniczącego Zarządu i redaktora naczelnego Wydawnictwa Stronnictwa Demokratycznego "Epoka". Wykładał w Katedrze Ekonomiki Pracy SGPiS, będąc jednocześnie wykładowcą poligrafii na Politechnice Warszawskiej.
W 1962 wstąpił do Stronnictwa Demokratycznego, zasiadał w Stołecznym oraz (w latach 1973–1985) w Centralnym Komitecie partii. Od 1976 był członkiem prezydium CK SD, w tym od 1981 jego wiceprzewodniczącym i członkiem Sekretariatu. W latach 1980–1985 pełnił mandat posła na Sejm PRL VIII kadencji. Pełnił obowiązki członka Komisji: Kultury i Sztuki (później: Kultury) oraz Spraw Zagranicznych (jako wiceprzewodniczący). Od 1980 do 1981 był sekretarzem Klubu Poselskiego SD, a od kwietnia 1981 przewodniczył Klubowi, będąc z jego ramienia członkiem Konwentu Seniorów.
Założył spółkę wydawniczą "Patria", przygotowującą materiały pomocnicze dla uczniów i studentów.
Działał w Towarzystwie Przyjaźni Polsko-Radzieckiej oraz Polskim Towarzystwie Ekonomicznym. Odznaczony m.in. Orderem Sztandaru Pracy II klasy oraz Krzyżami Komandorskim i Kawalerskim Orderu Odrodzenia Polski, Złotym Krzyżem Zasługi (1955), Medalem 10-lecia Polski Ludowej (1955), a także Orderem Uśmiechu.
Ojciec dwóch córek – Aleksandry Fajęckiej i Ewy Fajęckiej-Dembińskiej.
Zmarł 4 sierpnia 2012 w Warszawie i 8 sierpnia został pochowany na warszawskich Powązkach (kwatera 267-1-1).